# Marcèla Drutel
Marcèla Drutel, en occità: Marcello Drutel, (Marsella, 24 de maig de 1897 – Toló, 30 de desembre de 1985) va ser una poetessa occitana, crítica literària i professora. El seu nom de ploma era Aubanelenca, en record del poeta Théodore Aubanel, al qual admirava. El 1933, va publicar el seu primer recull de poemes, Li desiranço, una celebració de l'amor carnal, publicació que va provocar un escàndol. A De Soulèu emai de Luno, de 1965, va voler transportar la música de Claude Debussy al camp de la poesia. Drutel va ser felibressa i interpret de tamborí i durant 37 anys va impartir classes de provençal a l'escola de formació del professorat d'Ais de Provença. Una de les fonts d'aquesta ciutat, a la plaça de Saint Honoré, porta el seu nom.